# Paulo Vallada
Antonio Guilherme Paulo Vallada fue un político y empresario portugués.
Nació en la ciudad de Oporto en 1924 y se graduó como ingeniero civil en la Universidad de Oporto en 1949. Después realizó un posgrado en el Instituto Politécnico de Milán. Comenzó su carrera profesional en Mozambique durante los años 1950 y rápidamente logró ser distinguido por varios de sus proyectos empresariales.
Más tarde asumió la dirección de la Asociación Comercial de Oporto en 1979, y entre 1982 y 1985 fue alcalde de Oporto. Durante esos años se concentró en un proyecto de navegabilidad del río Duero y por la creación del Parque de la Ciudad en Oporto. 
Paulo Vallada escribió libros entre los que se encuentra "La Utopía Viable" y varias columnas de opinión en periódicos de su país. Participó en diversas obras públicas y tuvo una intensa actividad sociocultural y de intervención cívica. Recibió varias condecoraciones, como la de Caballero del Imperio Británico y la de Comendador de la Orden de San Jorge.
- Datos: Q2880892